# Gustaf Grefberg (musiker)
Gustaf Grefberg, född 18 februari 1974 i Östersund, mest känd under pseudonymen Lizardking och senare Xain, är en svensk musiker. Grefberg var verksam i demoscenen under nästan hela 1990-talet, ursprungligen på Amigan, sedan på pc. Han släppte musik, såväl i demon som separat, för flera demogrupper, bland andra Alcatraz, Razor 1911, Triton och The Black Lotus.
Grefberg experimenterade gärna inom flera musikgenrer, men var särskilt tydligt influerad av synthgrupper som Laserdance och Kraftwerk. Han använde sig av ett varierat men övervägande synthbaserat ljudutbud med bland annat vocoder-bearbetad sång, trummaskinsljud, rullande basslingor, rika synthmattor och distorterade melodier. Själv benämnde han sin stil doskpop, en genre han och musikern Joakim Falk gav upphov till – och sig själv för the king of doskpop ’kungen av doskpop’. 
På senare år har Grefberg under sitt riktiga namn bland annat gjort spelmusiken till Starbreezes Enclave och Escape from Butcher Bay. Utöver spelmusik har Grefberg från och med 2000 släppt sin mer lizardking-aktiga musik på det schweiziska bolaget Hypersound Productions.

## Verk i urval
- Compulsion to Obey
- Doskpop Project
- Falu Red Color
- Far From Home
- Lizardking’s Theme
- Never Ending Story (remix på Limahls låt)
- Underworld Dreams
- Weird Personalities
- Welcome Home
- World of Dragons
- World of Fantasy
- World of Mages
- World of Magic
- World of Unicorns